# Globe (Arizona)
Globe (apatxe occidental Bésh Baa Gowąh, "lloc de metall") és una població dels Estats Units a l'estat d'Arizona. Segons el cens del 2007 tenia 7.093 habitants.

## Demografia
Segons el cens del 2000, Globe tenia 7.486 habitants, 2.814 habitatges, i 1.871 famílies La densitat de població era de 160,4 habitants/km².
Dels 2.814 habitatges en un 30,8% hi vivien nens de menys de 18 anys, en un 49,3% hi vivien parelles casades, en un 12,7% dones solteres, i en un 33,5% no eren unitats familiars. En el 30,1% dels habitatges hi vivien persones soles el 13,1% de les quals corresponia a persones de 65 anys o més que vivien soles. El nombre mitjà de persones vivint en cada habitatge era de 2,49 i el nombre mitjà de persones que vivien en cada família era de 3,09.
Per edats la població es repartia de la següent manera: un 25,8% tenia menys de 18 anys, un 7,6% entre 18 i 24, un 26,5% entre 25 i 44, un 24,4% de 45 a 60 i un 15,6% 65 anys o més.
L'edat mediana era de 38 anys. Per cada 100 dones de 18 o més anys hi havia 100,1 homes.
La renda mediana per habitatge era de 33.071 $ i la renda mediana per família de 42.280 $. Els homes tenien una renda mediana de 31.404 $ mentre que les dones 21.952 $. La renda per capita de la població era de 16.128 $. Aproximadament el 8,8% de les famílies i l'11,4% de la població estaven per davall del llindar de pobresa.

## Poblacions més properes
El següent diagrama mostra les poblacions més properes.